# Астеріас червоний
Астеріас червоний (Asterias rubens) — вид морських зірок ряду Forcipulatida родини Asteriidae. 

## Поширення
Вид поширений на північнрму сході Атлантичного океану, де його ареал простягається від Білого моря  через Північне море, навколо узбережжя Великої Британії, Франції, Іспанії та Португалії та на південь уздовж узбереж Африки до Сенегалу. Поодинокі випадки спостереження зареєстровані на заході Балтійського моря до польського міста Колобжег. Відсутній у Середземному морі. Відомий також із Західної Атлантики, де поширений між Лабрадором та Флоридою і Мексиканською затокою.

## Опис
П'ятирука морська зірка помаранчевого, рідше фіолетового кольору. На кожній руці по чотири ряди амбулактарних ніжок. Діаметр тіла зазвичай становить приблизно 12 см, але деякі особини досягають 40 см.

## Спосіб життя
Астеріас червоний живиться молюсками, рибою, падалю та органічними відходами. Розмножується влітку. Після спаровування відкладає одночасно до 2,5 млн яєць. На момент вилуплення личинки мають менше 1 мм. Існує дві стадії личинок: біпіннарія та брахіолярія. Для повного розвитку личинці потрібно два місяці. Статева зрілість досягається найпізніше на першому році життя, коли зірка сягає 5 см в діамерті. Живе 4–5 років.